# BinnensteBuiten
BinnensteBuiten is een Nederlands televisieprogramma dat informeert over onder andere buitenleven, woninginrichting en eten. Het wordt iedere werkdag uitgezonden door de omroep KRO-NCRV.
Het programma bestaat uit enigszins educatieve rubrieken. Zo wordt er met bewoners een kijkje genomen in en om een opmerkelijk woonhuis.
Anno 2025 wordt er in BinnensteBuiten gekookt met bijzondere en/of biologische producten op locatie of in de keuken, door culinair expert Alain Caron, chef-koks Leon Mazairac, Sharon de Miranda, Ramon Brugman, Rosah van Schendelen (sinds 2022), Geneal Harreman (sinds 2023) en hobbykok Jetske van den Elsen (sinds 2024). Tevens zijn er items over onder meer het aanleggen of restylen van een (moes)tuin met Anne Wieggers en Manon Wijermans, krijgt de kijker een kijkje in de Hortus botanicus Leiden met plantenexpert Rogier van Vugt, helpt Theo-Bert Pot met het restylen van een deel van een huis, geeft Valentijn Carbo informatie over historische gebouwen en is er aandacht voor het natuurbeeld met boswachter Marieke Schatteleijn en kijken naar vogels met vogelaar Camilla Dreef. Sinds 2022 zijn  duurzamelifestyle-expert Marieke Eyskoot en kunsthistoricus Geert Pruiksma aangesloten bij het programma. Vanaf januari 2025 is ook kunsthistorica Suzanne Swarts te zien.

## Specials
Het programma heeft een aantal specials uitgezonden. Sommige specials keren jaarlijks terug.
- Voor de serie BinnensteBuitenland gingen de experts naar het buitenland (drie afleveringen rond jaarwisseling 2016-2017).
- Op 2 januari 2020 werd de special Het Nieuwe Wonen uitgezonden.
- Op 14 februari 2020 ging Alain Caron ging koken met zes singles in de valentijnsspecial Menu d'Amour.
- De Pride Special wordt sinds 2020 jaarlijks uitgezonden om de lhbt-gemeenschap in het zonnetje te zetten. De special ontstond in 2020 vanwege het niet doorgaan van de Pride Amsterdam in dat jaar.
- Op 12 november 2020 werd een Paddenstoelen Special uitgezonden.
- Sinds 2020 is Ramon Brugman in december te zien met de special Jij verdient een oliebol!
- Op 27 februari 2021 werd een special uitgezonden over de meest favoriete afleveringen van de voorgaande 1000 afleveringen.
- Op 3 april, 22 mei, 2 oktober en 11 december 2024 werd de vierdelige vogeldocumentaire Nederland, Waterland, Vogelland uitgezonden. Hierin gaat natuurgids en vogelexpert Arjan Dwarshuis, in de vier seizoenen, op vogelsafari in Nederlandse natuurgebieden.[6]